# Landes (Charente-Maritime)
Landes ist eine französische Gemeinde mit 575 Einwohnern (Stand: 1. Januar 2022) im Département Charente-Maritime in der Region Nouvelle-Aquitaine (vor 2016: Poitou-Charentes); sie gehört zum Arrondissement Saint-Jean-d’Angély und zum Kanton Saint-Jean-d’Angély. Die Einwohner werden Landais und Landaises genannt.

## Geographie
Landes liegt etwa 55 Kilometer ostsüdöstlich von La Rochelle in der Saintonge. Umgeben wird Landes von den Nachbargemeinden Courant im Norden, Essouvert im Osten, La Vergne im Süden und Südosten, Torxé im Süden und Südwesten, Chantemerle-sur-la-Soie im Südwesten, Saint-Loup im Westen sowie Nachamps im Nordwesten.

## Bevölkerungsentwicklung
| Jahr                       | 1962 | 1968 | 1975 | 1982 | 1990 | 1999 | 2006 | 2017 |
| Einwohner                  | 443  | 522  | 513  | 505  | 527  | 524  | 542  | 611  |
| Quellen: Cassini und INSEE |      |      |      |      |      |      |      |      |

## Sehenswürdigkeiten
- Kirche Saint-Pierre aus dem 14. Jahrhundert, Wände mit Wandmalereien seit 1903 als Monument historique klassifiziert, Kirche seit 1994 als Monument historique eingeschrieben
- Haus Les Varennes aus dem 16. Jahrhundert, Eingangsportal seit 1948 als Monument historique eingeschrieben
- Molkerei aus dem Jahre 1893, in den 1950er Jahren in ein Gewerbe umgewandelt

Siehe auch: Liste der Monuments historiques in Landes (Charente-Maritime)

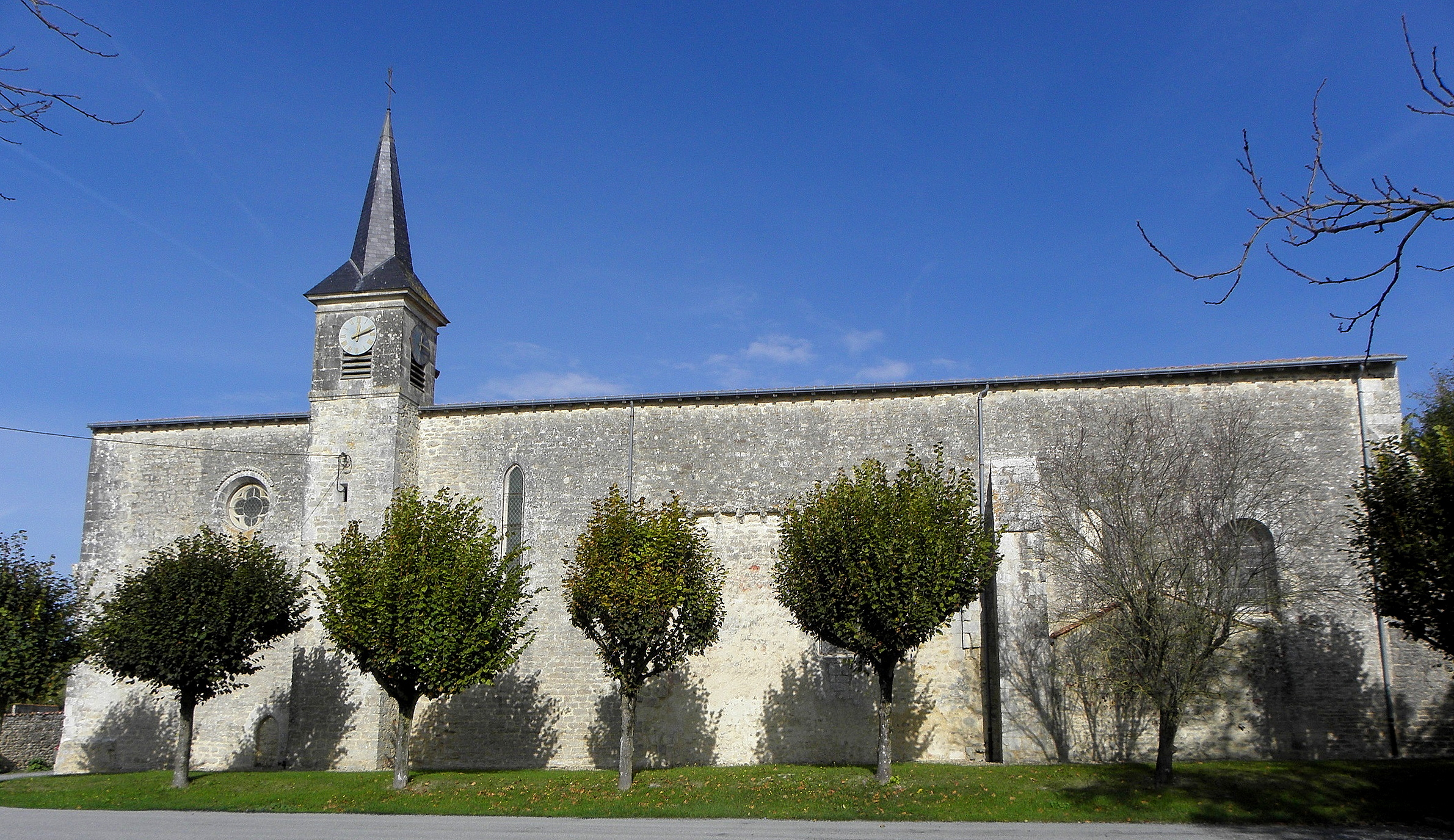
Kirche Saint-Pierre
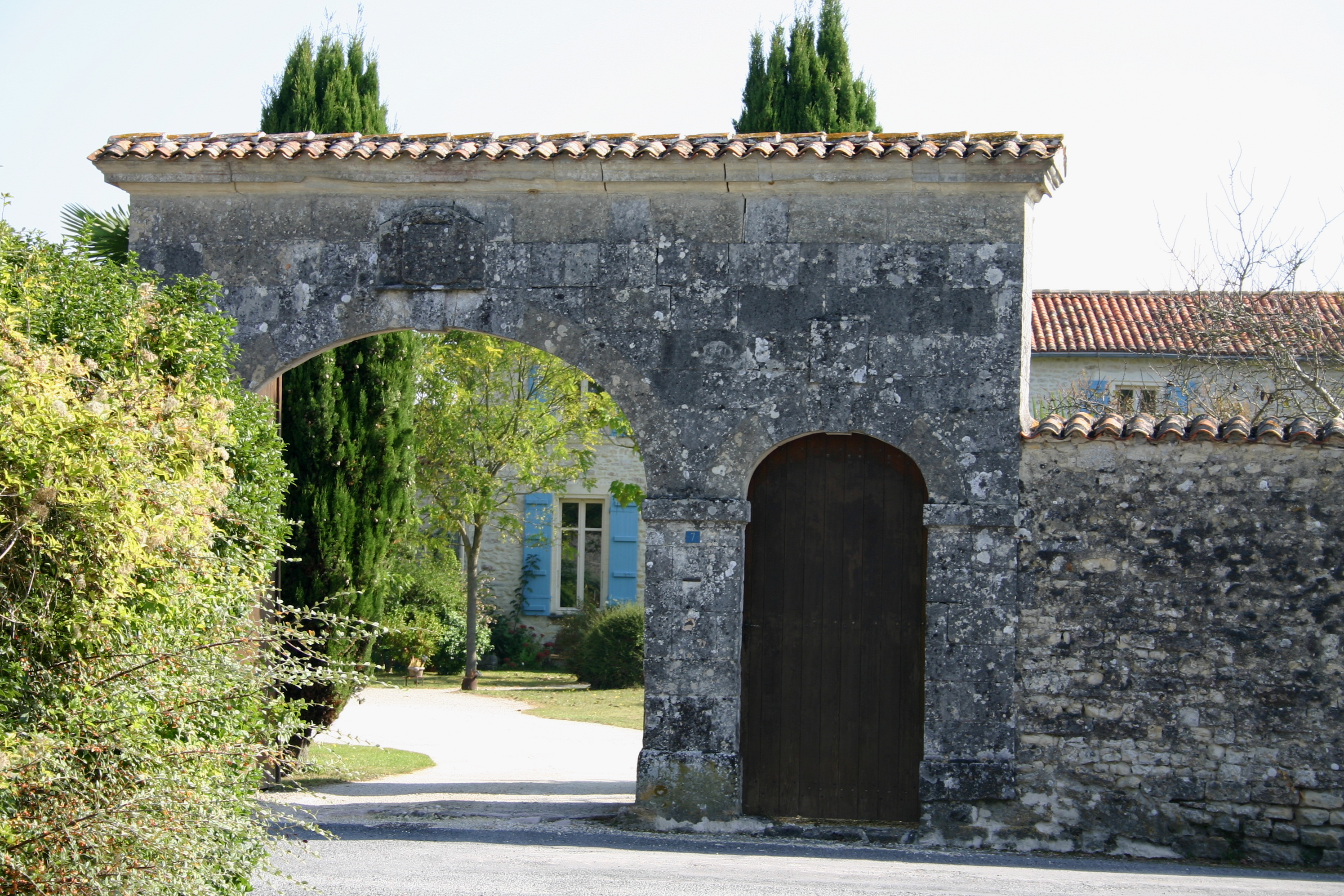
Haus Les Varennes